# Valorugby Emilia 2018-2019

## TOP12 2018-19

### Stagione regolare
| Incontro                      | Andata | Ritorno |
| ----------------------------- | ------ | ------- |
| I Medicei — Valorugby Emilia  | 22-25  | 6-10    |
| Valorugby Emilia — Fiamme Oro | 43-29  | 35-33   |
| Valsugana — Valorugby Emilia  | 26-42  | 7-38    |
| Valorugby Emilia — Rovigo     | 16-19  | 21-30   |
| Viadana — Valorugby Emilia    | 20-18  | 22-23   |
| Valorugby Emilia — Verona     | 31-19  | 26-10   |
| San Donà — Valorugby Emilia   | 12-19  | 19-31   |
| Valorugby Emilia — S.S. Lazio | 54-10  | 36-27   |
| Petrarca — Valorugby Emilia   | 18-20  | 15-10   |
| Valorugby Emilia — Mogliano   | 24-15  | 36-27   |
| Calvisano — Valorugby Emilia  | 23-18  | 16-21   |

#### Risultati della stagione regolare
| Posizione | G  | V  | N | P | PF  | PS  | DP   | B  | Pt |
| --------- | -- | -- | - | - | --- | --- | ---- | -- | -- |
| 4ª        | 22 | 16 | 0 | 6 | 576 | 419 | +157 | 15 | 79 |

### Fase finale
| Turno | Incontro                     | Andata | Ritorno |
| ----- | ---------------------------- | ------ | ------- |
| SF    | Valorugby Emilia — Calvisano | 17-25  | 3-41    |

## Coppa Italia 2018-19

### Prima fase
| Incontro                      | Andata | Ritorno |
| ----------------------------- | ------ | ------- |
| S.S. Lazio — Valorugby Emilia | 18-19  | 7-71    |
| Valorugby Emilia — Viadana    | 19-7   | 24-19   |
| I Medicei — Valorugby Emilia  | 19-13  | 18-21   |

#### Risultati della prima fase
| Posizione | G | V | N | P | PF  | PS | DP  | B | Pt |
| --------- | - | - | - | - | --- | -- | --- | - | -- |
| 1ª        | 6 | 5 | 0 | 1 | 167 | 88 | +79 | 3 | 23 |

### Finale
| Incontro                     | Risultato |
| ---------------------------- | --------- |
| Valsugana — Valorugby Emilia | 10-32     |

## Verdetti
- Valorugby Emilia vincitore della Coppa Italia 2018-19.